# La festa della mamma (programma televisivo)
La festa della mamma è stato un programma televisivo italiano organizzato dall'Antoniano di Bologna, in onda a più riprese a partire dal 1972 in occasione della festa della mamma. Inizialmente trasmessa in prima serata su Rai 1, la trasmissione è in seguito approdata al pomeriggio e negli anni successivi ha cambiato più volte sia l'emittente, passando su Rai 2 e poi Rai Yoyo, sia l'orario. Lo speciale in onda in alcune edizioni con il titolo Festa per la Mamma, Tanti auguri Mamma, Tanti auguri alla mamma, Tutte le mamme del mondo, Auguri Mamma, e negli anni più recenti con il titolo Uno Zecchino per la Mamma, ha visto alla conduzione diversi personaggi, spesso legati al mondo dello Zecchino d'Oro.

## Edizioni e conduttori
Rai 1 in prima serata
- Domenica 8 maggio 1988: Cino Tortorella con la partecipazione di Topo Gigio, Gigi Proietti, Katyna Ranieri, Lucio Dalla, Giuseppe Di Stefano e Oreste Lionello
- Domenica 14 maggio 1989: Cino Tortorella e Maria Teresa Ruta
- Domenica 13 maggio 1990: Cino Tortorella e Elisabetta Gardini
- Domenica 12 maggio 1991: Elisabetta Gardini con la partecipazione di Leo Gullotta, Franco Franchi e Ciccio Ingrassia
- Venerdì 8 maggio 1992: Elisabetta Gardini con la partecipazione di Massimo Ranieri e Bud Spencer
- Domenica 9 maggio 1993: Massimo Ranieri con la partecipazione di Carlo Conti e Lisa Russo
- Domenica 8 maggio 1994: Gigliola Cinquetti e Gianfranco D'Angelo
- Domenica 14 maggio 1995: Heather Parisi e Gianfranco D'Angelo
- 1996: Milly Carlucci e Giorgio Comaschi con la partecipazione straordinaria di Lino Banfi
- 1997: Paola Perego con Mauro Serio, Massimo Ranieri e Gianfranco D'Angelo
- Domenica 10 maggio 1998: Milly Carlucci con Giorgio Comaschi, Mauro Serio e Gianfranco D'Angelo e la partecipazione di Al Bano
- Domenica 9 maggio 1999: Milly Carlucci con la partecipazione di Giorgio Comaschi
- Domenica 14 maggio 2000: Milly Carlucci con la partecipazione di Enrico Brignano
- Domenica 13 maggio 2001: Milly Carlucci con Cino Tortorella (sabato 12 maggio viene realizzato uno speciale pomeridiano condotto da Ettore Bassi con Cino Tortorella e Cristina D'Avena)
- Domenica 12 maggio 2002: Paola Saluzzi e Massimo Giletti
- Domenica 11 maggio 2003: Heather Parisi

Rai 1 di sabato pomeriggio (dalle 17:15 alle 18:50) con il titolo Auguri Mamma!
- Sabato 8 maggio 2004: Heather Parisi
- Sabato 7 maggio 2005: Tosca D'Aquino con Cristina Chiabotto

Rai 2 di sabato pomeriggio (dalle 18:10 alle 18:45)
- 2006: Natasha Stefanenko e Gabriele Cirilli
- Sabato 12 maggio 2007: Vira Carbone, Gabriele Cirilli e Cino Tortorella
- Sabato 10 maggio 2008: Vira Carbone, Corrado Tedeschi e Cino Tortorella con Chiara Tortorella

Rai Yoyo di domenica in prima serata (dalle 20:30 alle 21:20)
- 2013: Mario Acampa, Carolina Benvenga, Licia Navarrini, Benedetta Mazza, Lallo e Greta Pierotti

Rai Yoyo preserale (dalle 18:40 alle 19:30) con il titolo Uno zecchino per la mamma
- 2015: Carolina Benvenga con Oreste Castagna, Stella Marina, Lallo e Greta Pierotti
- 2016: Carolina Benvenga, Oreste Castagna e Laura Carusino
- 2017: Carolina Benvenga, Oreste Castagna, Lallo e Greta Pierotti